# 디노크록
《디노크록》(영어: Dinocroc)은 미국에서 제작된 케빈 오닐 감독의 2004년 SF 공포 스릴러 영화이다. 코스터스 맨딜로어 등이 출연하였고, 데이미언 어카비 등이 제작에 참여하였다.

## 출연
- 코스터스 맨딜로어
- 찰스 네이피어
- 브루스 와이츠
- 맷 볼렝기
- 제인 롱네커
- 맥스 펄리치
- 제이크 토머스
- 프라이스 카슨
- 요안나 파추와
- 제이미 어카비
- 제니퍼 시벌 뉴섬
- 아나 오라일리

## 기타 제작진
- 라인 제작: 행크 글러버
- 공동 제작: 테드 리베라
- 협력 제작: 제이미 어카비, 숀 어카비, 존 허커트, 가이 슈워츠
- 배역: 마크 사이크스
- 미술: 로버트 허멀
- 의상: E. 디 비들컴

## 검열
이 영화는 영화 속 한 아이의 잔혹한 죽음 때문에 검열되었다.